# Мечо Пух: Кръв и мед
„Мечо Пух: Кръв и мед“ (на английски: Winnie-the-Pooh: Blood and Honey) е британски независим слашър филм на режисьора Рис-Фрейд Уотърфийлд от 2024 г.
Той е първият филм от The Twisted Childhood Universe (TCU) и е хорър преобразяване на книгите „Мечо Пух“, написани от Алън Милн и Ърнест Шепърд. Във филма участват Крейг Дейвид Досет, Крис Кордел, Амбър Дойг-Торн, Николай Леон, Мария Тейлър, Наташа Роуз Милс и Даниел Роналд. Сюжета във филма се разказва за Пух и Прасчо, които станаха диви убийци, тероризирайки група от млади жени в университета и Кристофър Робин се завръща в Стоакровата гора след пет години по време на престоя му в колежа.
Премиерата на филма първоначално излезе по кината в Мексико на 26 януари 2023 г., след това в Съединените щати на 15 февруари, както и във Великобритания на 10 март. Филмът е считан от критиката, считайки като един от най-лошите филми на всички времена, и получава пет награди „Златна малинка“, включително за най-лош филм. Филмът има комерсиален успех, който печели 5,2 милиона долара в световен мащаб с бюджет от 50 млн. долара. Продължението – „Мечо Пух: Кръв и мед 2“, излиза на 26 март 2024 г.

## Cast
- Николай Леон – Кристофър Робин
  - Фредерик Далауей – младият Кристофър Робин
- Мария Тейлър – Мария
- Наташа Роуз Милс – Джесика
- Амбър Дойг-Торн – Алис
- Даниел Роналд – Зоуи
- Наташа Тосини – Лара
- Паула Койз – Мери
- Мей Кели – Тина
- Даниел Скот – Шарлийн
- Крейг Дейвид Даусет – Мечо Пух
- Крис Кордел – Прасчо
- Маркъс Маси – Колт
- Ричард Д. Майърс – Логан
- Саймън Елис – Тъкър
- Джейс Ривърс – Джон
- Марк Халдър – Даръл
- Тоби Уин-Дейвис – Разказвач